# Танаку (Васлуй)
Танаку (рум. Tanacu) — коммуна в составе жудеца Васлуй (Румыния).

## Состав
В состав коммуны входят следующие населённые пункты (данные о населении за 2011 год):
- Танаку (рум. Tanacu) — 1.668 жителей
- Бенешти (рум. Benești) — 372 жителя

## География
Коммуна расположена в 282 км к северо-востоку от Бухареста, 8 км к северо-востоку от Васлуя, 55 км к югу от Ясс, 140 км к северу от Галаца.

## Население
Демографические данные ниже приводятся по переписи населения 2002 года.

### Национальный состав
| Национальность | Кол-во человек | Процент |
| -------------- | -------------- | ------- |
| Румыны         | 6014           | 100 %   |

### Родной язык
| Язык      | Кол-во человек | Процент |
| --------- | -------------- | ------- |
| Румынский | 6014           | 100 %   |

### Вероисповедание
| Вероисповедание | Кол-во человек | Процент |
| --------------- | -------------- | ------- |
| Православные    | 5994           | 99,7 %  |
| Римо-католики   | 6              | 0,1 %   |
| Адвентисты      | 5              | 0,1 %   |
| Пятидесятники   | 1              | < 0,1 % |
| Баптисты        | 1              | < 0,1 % |

## Политика
По результатам местных выборов 2016 года, местный совет коммуны состоит из 11 депутатов следующих партий:
| Партия                          | Количество депутатов |
| ------------------------------- | -------------------- |
| Национальная либеральная партия | 5                    |
| Социал-демократическая партия   | 4                    |
| Альянс либералов и демократов   | 2                    |